# شامبو الأطفال

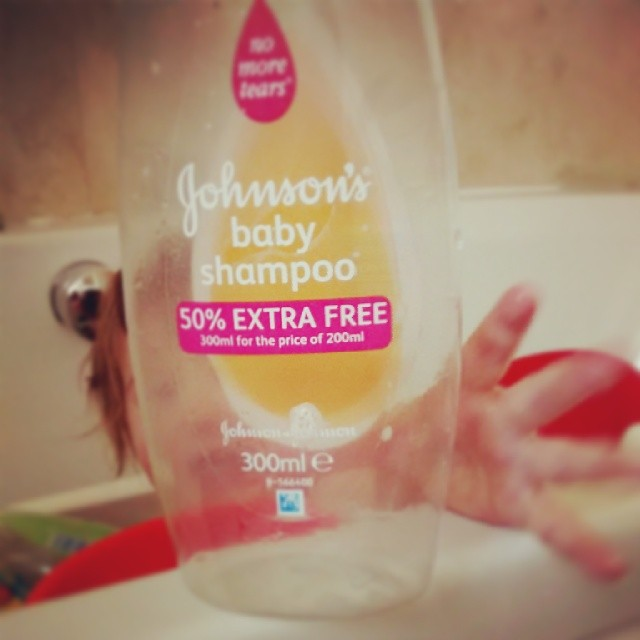

شامبو الأطفالهو منتج للعناية بالشعر يستخدم لإزالة الزيوت والأوساخ وجزيئات الجلد والقشرة والملوثات البيئية والجزيئات الملوثة الأخرى التي تتراكم تدريجيا في الشعر؛ وضعت خصيصا للاستخدام على الرضع والأطفال الصغار عن طريق استبدال المواد الكيميائية التي يزعم أنها أقل تهيجا للعيون من تلك الموجودة عادة في الشامبو العادي.

## الغرض
يتميز جلد فروة الرأس عند الأطفال بإخفاق إنتاج الغدة الدهنية، بسبب المستويات الهرمونية. تفرز الغدة الدهنية الزهم، وهو استر شمعي، يحافظ على الوشاح الحمضية لفروة الرأس ويوفر طلاءًا يحافظ على نضرة البشرة ورطوبتها. يتراكم الزهم بشكل مفرط، بين كل 2-3 أيام للشخص البالغ العادي. أولئك الذين يعانون من بشرة حساسة مثل الأطفال قد يعانون من فترة أطول. الزهم يضفي أيضا طبقة واقية على خيوط الشعر. بالنسبة للأطفال، فإن إنتاج الغدة الدهنية ليس في ذروته، وبالتالي ليست هناك حاجة للغسيل اليومي عادة.

## المكونات المشتركة
تحتوي معظمها على كبريتات ثلاثي صوديوم الصوديوم والتي يتم صياغتها لتكون بمثابة عامل تطهير منخفض التهيج.
بدلاً من ذلك، يمكن صياغة شامبو الأطفال باستخدام فئات أخرى من الفاعل بالسطح، وعلى الأخص المواد غير الأيونية الأكثر اعتدالًا من أي إلكترونيات شحنة مستعملة.

### مطالبات وظيفية
يتكون الشامبو للرضع والأطفال الصغار بحيث يكون أقل تهيجًا وعادةً ما يكون أقل عرضة لإنتاج إحساس لاذع أو حارق إذا كان يجب أن يدخل العين. على سبيل المثال، تعلن جونسون آند جونسون عن شامبو جونسون للأطفال تحت فرضية «لا مزيد من الدموع». يتم ذلك عن طريق واحد أو أكثر من إستراتيجيات الصياغة التالية:
- التخفيف، في حالة ملامسة المنتج للعينين بعد الركض من أعلى الرأس بأقل قدر من التخفيف
- ضبط درجة الحموضة إلى درجة «الدموع غير المجهدة»، حوالي 7، والتي قد تكون درجة حموضة أعلى من الشامبو الذي يتم ضبط درجة الحموضة له على الجلد أو الشعر، وأقل من الشامبو المصنوع من الصابون
- استخدام السطحي الذي، بمفرده أو مجتمعة، أقل تهيجًا من تلك المستخدمة في الشامبو الآخر
- استخدام السطحي غير الأيوني على شكل جليكوليبيدات اصطناعية متعددة الإيثوكسيل و / أو أحاديات الجلسريدات الاصطناعية المتعددة الإيثوكسيل، والتي تتصدى لدغة العين لسطافات أخرى دون إنتاج تأثير التخدير لألكيل إيثوكسيلات أو ألكيل فينول

لا يتغلب التمييز الوارد في 4 أعلاه بشكل كامل على الجدل الدائر حول استخدام مكونات الشامبو للتخفيف من لدغة العين التي تنتجها المكونات الأخرى، أو استخدام المنتجات المصممة على هذا النحو.
في كثير من الأحيان تؤدي الاعتبارات في 3 و 4 إلى تعدد أكبر بكثير من الفاعل بالسطح الذي يتم استخدامه في الشامبو الطفل الفردي أكثر من الشامبو الآخر، وقد تتعرض هذه المنتجات للضرر و / أو رغوة مثل هذه المنتجات. إن المواد الخافضة للتوتر السطحي المكلورة أحادية الأنيونية وزيادة الألكانولاميدات التي تزيد كثيرا من اللزوجة أو الرغوة التي تراه كثيرًا في الشامبو الأخرى أقل شيوعًا في الشامبو للأطفال الأكثر شهرة.